# Carranque (Toledo)
Carranque ist ein Ort und eine zentralspanische Gemeinde (municipio) mit 5.418 Einwohnern (Stand: 2024) in der Provinz Toledo im Norden der Autonomen Gemeinschaft Kastilien-La Mancha. 

## Lage und Klima
Carranque liegt etwa 60 km (Fahrtstrecke) südsüdwestlich von Madrid und etwa 13 km nordöstlich von Toledo in der historischen Provinz La Mancha in einer Höhe von ca. 430 m. Am Westrand der Gemeinde fließt der Río Guadarrama. Durch die Gemeinde führt die Autopista AP-41. 
Das Klima im Winter ist rau, im Sommer dagegen trocken und warm; der spärliche Regen (ca. 410 mm/Jahr) fällt überwiegend in den Wintermonaten.

## Bevölkerungsentwicklung
| Jahr      | 1970 | 1981 | 1991 | 2001 | 2011 | 2021 |
| Einwohner | 740  | 765  | 1051 | 1906 | 4432 | 5022 |

Trotz der zunehmenden Mechanisierung der Landwirtschaft und der Aufgabe bäuerlicher Kleinbetriebe ist die Bevölkerung – hauptsächlich durch Zuwanderung – seit den 2000er Jahren deutlich angestiegen.

## Sehenswürdigkeiten
- Carranque (Archäologischer Park)
- Magdalenenkirche (Iglesia de Santa María Magdalena)
- Dimaskapelle (Ermita de San Dimas)

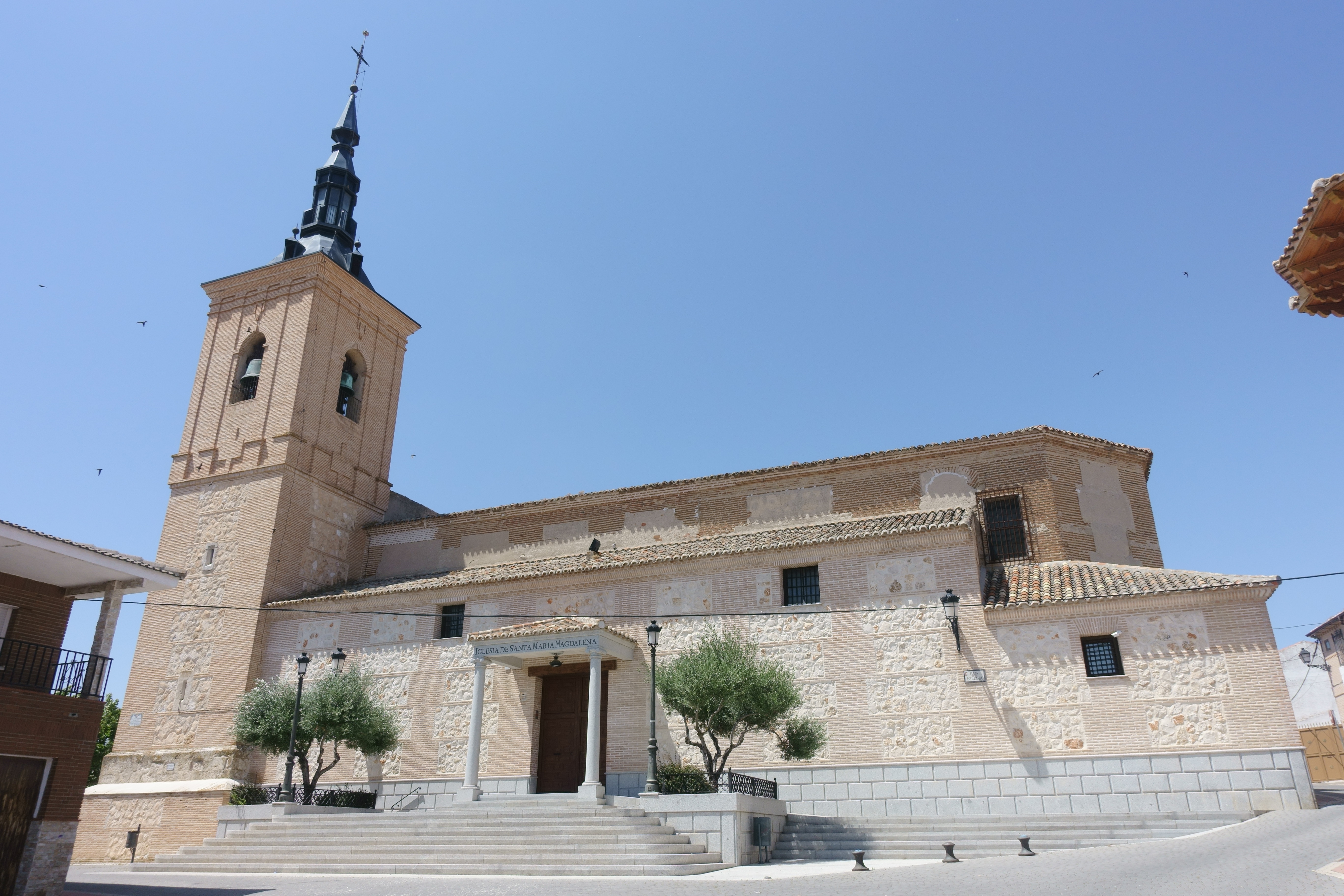
Magdalenenkirche
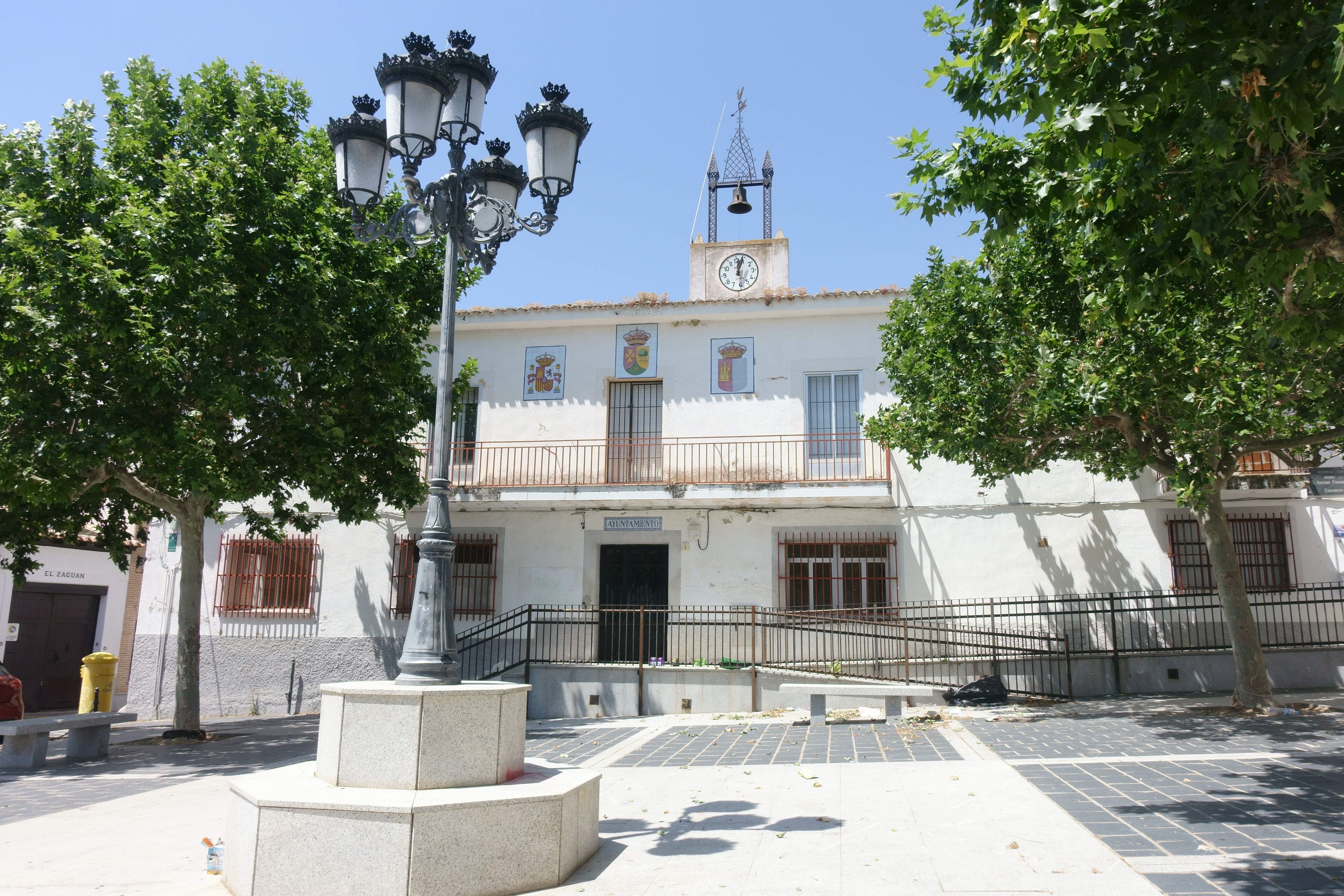
Altes Rathaus
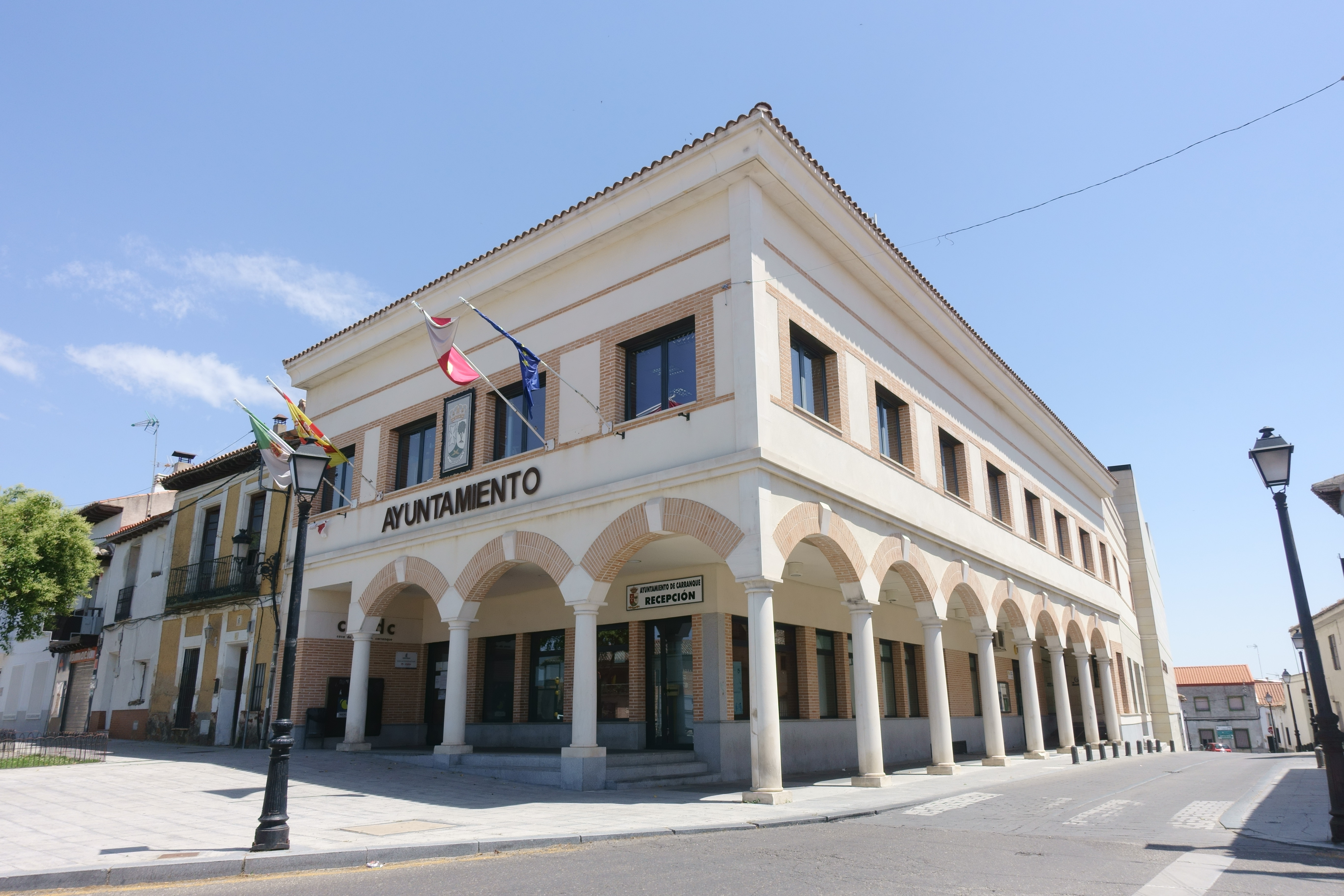
Neues Rathaus